# Hatice Sultan (dcera Mustafy III.)
Hatice Sultan (15. června 1766 Istanbul – 17. července 1821 Istanbul) byla osmanská princezna. Byla dcerou sultána Mustafy III. a sestrou sultána Selima III. V roce 1787 byla provdána za guvernéra provincie Hotin, Nakîbzade Seyyid Ahmed Pasha. Byla velmi nápomocna svému bratru Selimovi a hrála důležitou roli během jeho vlády v letech 1789–1807.
Měla velmi blízký vztah s architektem Antoinem Ignacem Mellingem. Na její přání se stal Melling hlavním říšským architektem. V roce 1795 ho požádala, aby postavil velký labyrint v jejím paláci v Ortaköy v Dánském stylu. Vzorem byly zahrady barona Hübsche. Poté po něm chtěla, aby předělal celý interiér jejího zámku; nakonec postavil úplně nový palác v Defterdarburnu. Také pro ni navrhoval šaty a šperky. V roce 1804 po něm chtěla i úpravu paláce v Neşetâbâd [Nešetebet]. Domlouvala se s ním pomocí turecky psaných dopisů v latinském písmu. V roce 1809 si koupila velký pozemek společně se sestrou Beyhan Sultan a sestřenicí Esmou Sultan. Na tomto pozemku pak Melling postavil palác Hatice Sultan. Palác se stal velmi známým v Evropě a byl terčem kritiky.